# Borgo metropolitano di Bermondsey
Il borgo metropolitano di Bermondsey fu un municipio inglese della vecchia contea di Londra esistito fra il 1900 e il 1965.

## Storia

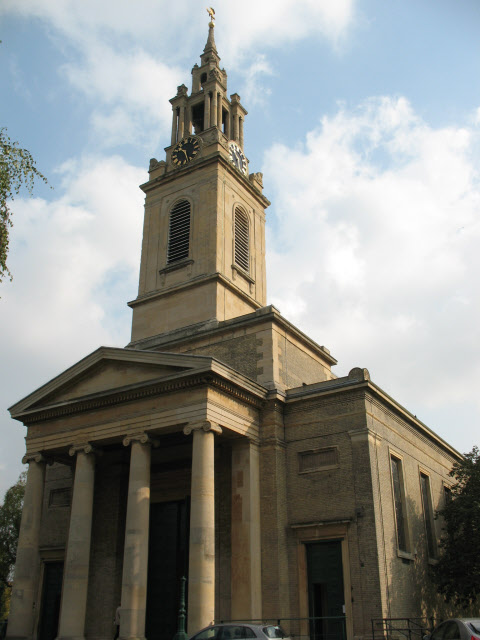
La chiesa della parrocchia di Bermondsey

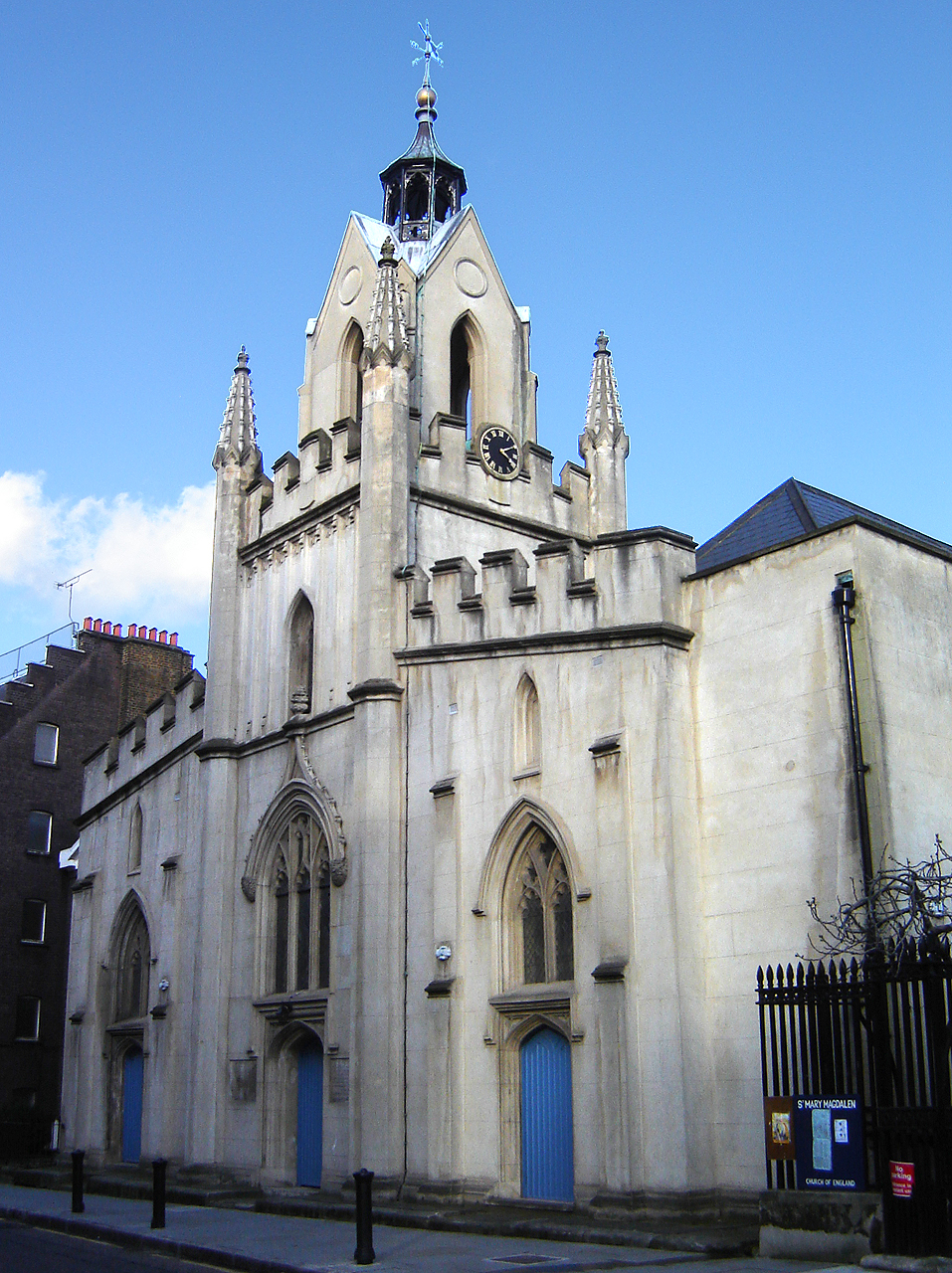
Santa Maria Maddalena

Il municipio fu istituito fondendo tre diverse autorità locali e quattro parrocchie nell'area di Bermondsey, e fu subito sottoposto all'autorità provinciale del Consiglio della contea di Londra. Esteso per 6 km², aveva una popolazione di 130.000 abitanti ad inizio Novecento e di 50.000 residenti nei primi anni sessanta.
L’originale palazzo municipale di Bermondsey fu distrutto dai bombardamenti nazisti durante la Seconda guerra mondiale. Nel 1965 il borgo si fuse con altre due municipalità andando a formare l'odierno Borgo londinese di Southwark.